# تشاك كاري
تشاك كاري (بالإنجليزية: Chuck Carey)‏ (12 أغسطس 1953 بيثيسدا الولايات المتحدة - ) هو لاعب كرة قدم أمريكي يلعب كمدافع.